# Matteo De Vettori
Matteo De Vettori (Rovereto, 16 febbraio 1993) è un ex sciatore alpino italiano.

## Biografia
Originario di Rovereto e attivo in gare FIS dal dicembre del 2008, De Vettori ha esordito in Coppa Europa il 23 febbraio 2011 a Sarentino in discesa libera, giungendo 89º. Nel 2014 ha partecipato ai Mondiali juniores di Jasná aggiudicandosi la medaglia d'oro nella supercombinata e quella di bronzo nel supergigante.
Ha esordito in Coppa del Mondo il 22 febbraio 2015 a Saalbach-Hinterglemm in supergigante (42º); il 26 gennaio 2017 ha colto a Méribel in discesa libera il suo unico podio in Coppa Europa (3º) e il 26 febbraio successivo ha preso per la settima e ultima volta il via in Coppa del Mondo, a Kvitfjell in supergigante, ottenendo il suo miglior piazzamento nel circuito (38º). La sua ultima gara in carriera è stata la discesa libera dei Campionati britannici 2019, disputata il 1º aprile a Tignes e chiusa da De Vettori al 9º posto; non ha preso parte a rassegne olimpiche o iridate.

## Palmarès

### Mondiali juniores
- 2 medaglie:
  - 1 oro (supercombinata a Jasná 2014)
  - 1 bronzo (supergigante a Jasná 2014)

### Coppa Europa
- Miglior piazzamento in classifica generale: 41º nel 2017
- 1 podio:
  - 1 terzo posto

### Campionati italiani
- 2 medaglie[1]:
  - 1 oro (combinata nel 2016)
  - 1 bronzo (combinata nel 2018)